# Cynorta mira
Cynorta mira is een hooiwagen uit de familie Cosmetidae.